# 陳忠經
陳忠經（1915年12月—2014年7月13日），男，原籍江苏仪征，生于中華民國江苏省扬州，中國共產黨情報人員，潛伏於中華民國將領胡宗南身邊，使胡宗南在國共內戰中屢戰屢敗，促成中華民國國軍的潰敗，被譽為「後三傑」。中华人民共和国政治人物。

## 生平
其父親陳延暉，中國國民黨籍，長期擔任國民黨高級將領徐永昌的幕僚，曾任軍令部少將主任秘書。1949年2月，脫離中國國民黨，在香港投向中華人民共和國，返回北京。
1934年入北京大学经济系，曾兩次當選學生會主席。加入中國共產黨的外圍組織中国左翼社会科学家联盟，1936年2月参加革命工作。后在昆明西南联大毕业。1940年加入中国共产党。
在松滬會戰後，胡宗南率領的第一軍後撤，招收大學生加入軍隊服務。受命於八路軍駐四川辦事處負責人董必武，陳忠經在湖南加入胡宗南部隊發起的湖南青年戰地服務團，隨後熊向暉，申健也先後加入，獲得胡宗南接見，逐步進入胡宗南部隊核心圈。陳忠經曾擔任三民主義青年團陝西省支團書記，將各種情報傳遞至中共中央。
在第二次世界大戰結束後，經胡宗南推薦，國民政府派遣陳忠經與申健、熊向暉至美國以公費留學。1947年入美国哥伦比亚大学研究院。
1949年7月，國民政府在北平破獲中國共產黨地下組織與電台，逮捕的中共產員中，包括這三人的連絡人。擔心事跡敗霵，中共中央聯絡蘇聯，經由蘇聯駐美大使館傳遞消息，將他們三人帶離美國，至香港。同年6月，回到中華人民共和國北京。
1950年11月出席联合国特别会议。1960年率领百人艺术团前往多个国家访问演出。在反右鬥爭與文化大革命中，被定為中國國民黨特務，遭受批鬥，在周恩來保護下倖存。
在胡耀邦時代，獲得平反，曾任国务院对外文化联络局副局长、代局长，中央宣传部国际宣传处副处长，中央国际活动指导委员会委员兼副秘书长，对外文化联络委员会秘书长、副主任，对外文化友好协会秘书长、副会长，中国现代国际关系研究所所长、中共中央調查部顾问、副部長、中共中央对外宣传小组成员等。是第一、二、三届全国人民代表大会代表，政协第五、六、七届全国委员会委员。
2004年离休。2014年7月13日在北京逝世。